# Ератино
Ератино, още Ембели или Ески Саръ Шабан (на гръцки: Ερατεινό, до 1926 година Εμπελί Μαχαλεσί, Ембели Махалеси или Εμπελί Μαχαλέ, Ембели Махале или Ερετλί Μαχαλλέ, Еретли Махале), е село в Гърция, дем Места (Нестос), административна област Източна Македония и Тракия.

## География
Разположено е югоизточно от Саръшабан (Хрисуполи), в долината на Места, на надморска височина от 8 метра.

## История

### В Османската империя
В XIX век е изцяло мюсюлманско село в Саръшабанска каза на Османската империя. Съгласно статистиката на Васил Кънчов („Македония. Етнография и статистика“) към 1900 година Ески Сари Шабанъ е турско селище и в него живеят 300 турци.
Според гръцка статистика към 1911 година селото е изцяло мюсюлманско със 128 жители мюсюлмани.

### В Гърция
В 1913 година селото попада в Гърция след Междусъюзническата война. Според статистика от 1913 година има население от 136 души.
Ератино е част от тогавашния дем Саръшабан по закона Каподистрияс от 1997 година. С въвеждането на закона Каликратис, Ератино става част от дем Места.
Българска статистика от 1941 година показва 650 жители.
Населението традиционно се занимава с отглеждане на пшеница, боб, слънчоглед, като се занимава и с краварство. Селото е известно с дините си и в него се провежда фестивал на дините.
| Име         | Име           | Ново име      | Ново име        | Описание               |
| ----------- | ------------- | ------------- | --------------- | ---------------------- |
| Егри Буджак | Ἐγκρὶ Μπουζάκ | Саракацанейка | Σαρακατσαναίϊκα | местност ЮЗ от Ератино |
| Кара Су     | Καρὰ Σοῦ      | Ихтиотрофион  | Ιχθυοτροφεῖον   | лагуна Ю от Ератино    |
| Адите       | Ἀντάδες       | Мавронера     | Μαυρόνερα       | местност Ю от Ератино  |
| Абрамата    | Ἀμπράματα     | Мавронери     | Μαυρονέρι       | местност Ю от Ератино  |

Според преброяването от 2001 година има 883 жители, а според преброяването от 2011 година има 649 жители.
| Година    | 1913 | 1920 | 1928 | 1940 | 1951 | 1961 | 1971 | 1981 | 1991 | 2001 | 2011 | 2021 |
| --------- | ---- | ---- | ---- | ---- | ---- | ---- | ---- | ---- | ---- | ---- | ---- | ---- |
| Население | 126  | 209  | 384  | 584  | 761  | 871  | 834  | 944  | 781  | 883  | 649  | 584  |